# Unité des Communes valdôtaines Mont-Cervin
L'Unité des Communes valdôtaines Mont-Cervin, denominata fino al 2014 Comunità montana Monte Cervino (in francese Communauté de montagne Mont-Cervin), è un comprensorio montano che unisce 11 comuni della Valle d'Aosta e della Valtournenche, valle laterale.

## Nome
Prende il nome dal Monte Cervino, il quale domina la Valtournenche ed è come un punto di riferimento di tutta l'Unité de communes.

## Scopo
Suo scopo principale è quello di favorire lo sviluppo delle valli nella salvaguardia del patrimonio ambientale e culturale locale.

## Attività
Negli anni ha sviluppato soprattutto le seguenti attività:
- salvaguardia degli alpeggi
- sviluppo del turismo

## Sede
La sede si trova a Châtillon.

## Comuni
Ne fanno parte i Comuni di  Antey-Saint-André, Chambave, Chamois, Châtillon, La Magdeleine, Pontey, Saint-Denis, Saint-Vincent, Torgnon, Valtournenche e Verrayes.